# Ohetal bei Großropperhausen
Koordinaten: 50° 56′ 45″ N, 9° 21′ 17″ O

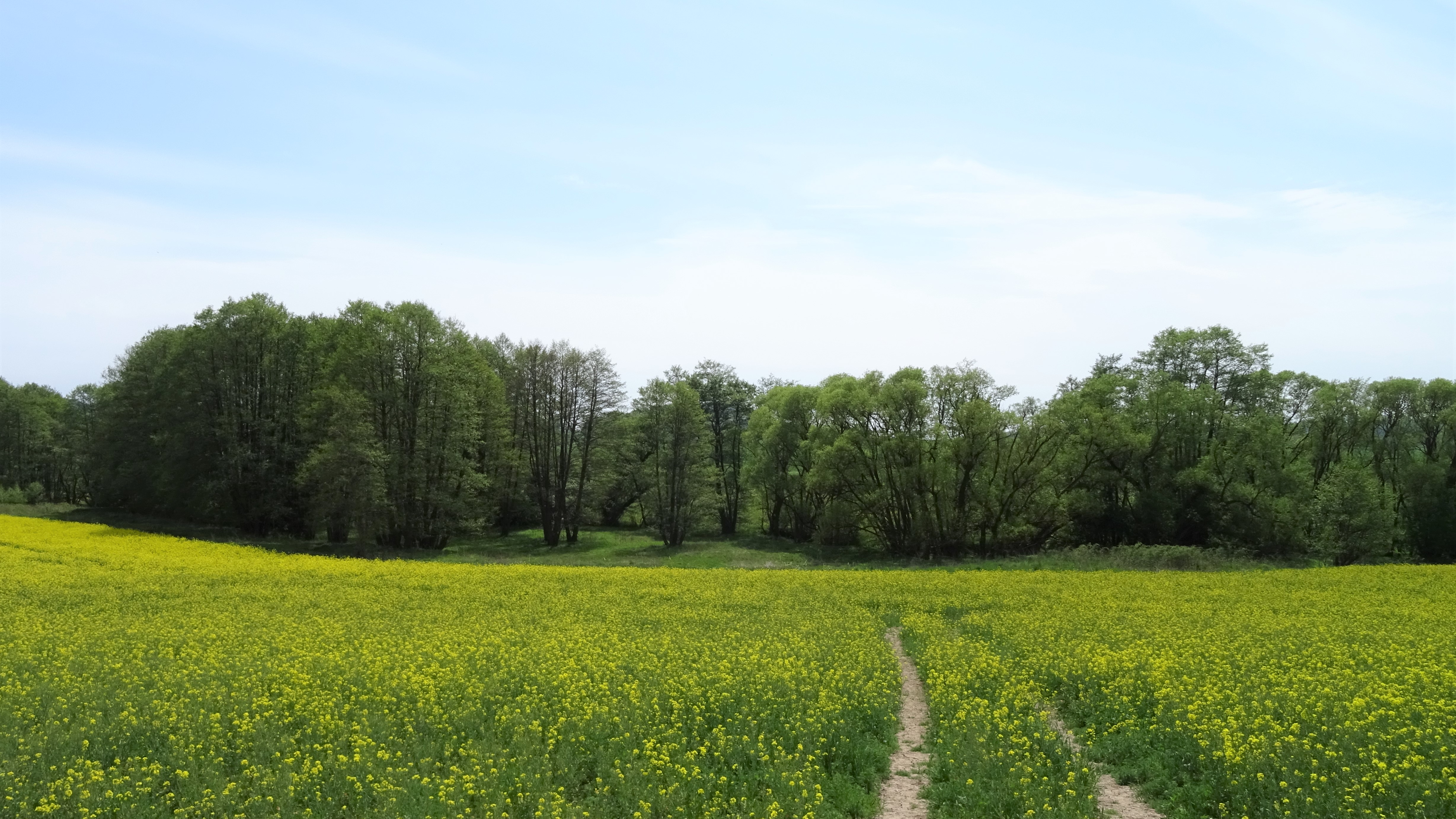
Naturschutzgebiet Ohetal bei Großropperhausen (Mai 2020)

Das Naturschutzgebiet Ohetal bei Großropperhausen liegt auf dem Gebiet der Gemeinde Frielendorf im Schwalm-Eder-Kreis in Hessen.
Das etwa 65 ha große Gebiet, das im Jahr 1998 unter der Kennung 1634033 unter Naturschutz gestellt wurde, erstreckt sich westlich des Frielendorfer Ortsteils Großropperhausen entlang des Ohebaches und eines südlich fließenden Nebenbaches. Am nordöstlichen Rand des Gebietes verläuft die Landesstraße L 3152.